# Форт-дю-Рандуйе
Форт-дю-Рандуйе (фр. Fort du Randouillet) — форт, расположенный вблизи города Бриансон, департамент Верхние Альпы, Франция. Построен согласно плану фортификации района, разработанному военным инженером Себастьеном ле Претром де Вобаном в 1700 году. Строительство укреплений началось уже после смерти Вобана, в 1724 году, в 1734 году форт был введен в строй.
До 1940 года форт непосредственно использовался Вооружёнными силами Франции, после Второй мировой войны форт перешел в собственность коммуны Бриансон. Как военное оборонительное сооружение, построенное по плану Себастьена Вобана, в 2008 году Форт-дю-Рандуйе, в числе других укреплений Вобана был признан объектом Всемирного наследия ЮНЕСКО.

## История
Названию форту дали ласточки, в изобилии селившиеся в скальных расщелинах склонов холма Рандуйе, на котором был построен форт, а позже в укромных местах стен форта и под его кровлей. На местном наречии ласточка зовётся le randouill, отсюда название холма, давшее имя и форту: «Fort du Randouillet» — «Форт Ласточки».
Себастьен Вобан впервые посетил Бриансон в 1692 году и, осматривая окрестности, пришёл к выводу, что эффективная защита плато Де-Тре-Тет, на котором предполагалось возвести Форт-де-Тет, возможна только при укреплении холма Рандуй, возвышавшегося над плато Де-Тре-Тет на 300 метров. При повторном визите Вобана в Бриансон в 1700 году им был составлен план строительства укреплений вокруг города, в их число вошёл и Форт-дю-Рандуйе. Однако из-за нехватки сил и средств в условиях Войны за испанское наследство строительство началось позже и во временном варианте. В 1709 году на месте, спланированном Вобаном и следуя его чертежам, военный инженер Реми Тардиф строит для войск маршала Франции Джеймса Фитцджеймса, герцога Бервика, временное укрепление из камней, сложенных сухой кладкой.
Согласно завершившему Войну за испанское наследство Утрехтскому мирному договору 1713 года Бриансон стал пограничным с Королевством Сицилия городом, что потребовало строительства вокруг него постоянных укреплений. Постоянное фортификационное сооружение на холме Рандуйе начинает строиться с 1718 года. В том году и четырьмя годами позже, в 1722-м, создаются проекты части сооружений нового форта, по которым даже начинается строительство, но до конца не доводится. Лишь в 1724 году появляется окончательный план форта и его строительство разворачивается в полном масштабе, а в 1734 году Форт-де-Рандуйе входит в строй.
После завершения строительства Форт-де-Рандуйе до 1940 года ни разу не участвовал в боевых действиях, будучи все эти годы только казармой и складом вооружения и амуниции. Но в 1940 году, после начала Второй мировой войны форт стал одним из элементов укреплённого сектора Дофине против вторгшихся с юго-востока итальянских войск. Все их попытки взять форт были отбиты, но поскольку Франция потерпела поражение от Вермахта, то, согласно ставшему результатом поражения и последующей капитуляции Франции, Бриансон и его укрепления попали в зону итальянской оккупации Франции. Больше Форту-де-Рандуйе боевых действий вести не довелось.
После Второй мировой войны форт перешёл в собственность коммуны Бриансон. В 1989 году форт был классифицирован как Исторический памятник Франции, а в 2008 году был признан объектом Всемирного наследия ЮНЕСКО.

## Описание
Форт размещается на вершине горы Рандуйе и имеет форму неправильного многоугольника с пятью бастионами в вершинах. Территория форта состоит из двух ровных площадок на разных уровнях. На верхнем уровне была построена цитадель, в которой размещались три артиллерийских батареи — одна главная, в центре цитадели, и две террасных по её флангам. В 1833 году главная батарея перестроена в соответствии с казематной системой Франсуа-Николя-Бенуа Аксо. Также в цитадели размещались склады снарядов и пороховые погреба. На нижнем уровне форта построены три казарменных корпуса и здание гауптвахты.

## Туризм
В настоящее время Форт-дю-Рандуйе функционирует как музейный объект, посещение его возможно только в установленные часы и за плату.